# Mistrzostwa Ameryki Południowej U-20 w Piłce Nożnej 2025
Mistrzostwa Ameryki Południowej U-20 w Piłce Nożnej 2025 – trzydziesty pierwszy turniej Mistrzostw Ameryki Południowej U-20. Po raz piąty wydarzenie to rozgrywane było w Wenezueli. Rozpoczęło się ono 23 stycznia, a zakończyło 16 lutego 2025 roku.
W turnieju mogli wystąpić jedynie zawodnicy, którzy nie ukończyli 20 roku życia. Turniej stanowił jednocześnie kwalifikacje do Mistrzostw Świata U-20 w Chile.

## Zakwalifikowane zespoły
W turnieju zagra 10 drużyn, będących członkami CONMEBOL.
| Reprezentacja  | Ostatni występ | Najlepszy wynik                                              | Wynik        |
| -------------- | -------------- | ------------------------------------------------------------ | ------------ |
| Argentyna U-20 | 2023           | Mistrzostwo (1967, 1997, 1999, 2003, 2015)                   | II miejsce   |
| Boliwia U-20   | 2023           | IV miejsce (1981, 1983)                                      | Faza grupowa |
| Brazylia U-20  | 2023           | Mistrzostwo (12 razy, ostatni raz 2023)                      | Mistrz       |
| Chile U-20     | 2023           | II miejsce (1975)                                            | VI miejsce   |
| Kolumbia U-20  | 2023           | Mistrzostwo (1987, 2005, 2013)                               | III miejsce  |
| Ekwador U-20   | 2023           | Mistrzostwo (2019)                                           | Faza grupowa |
| Paragwaj U-20  | 2023           | Mistrzostwo (1971)                                           | IV miejsce   |
| Peru U-20      | 2023           | III miejsce (1967, 1971)                                     | Faza grupowa |
| Urugwaj U-20   | 2023           | Mistrzostwo (1954, 1958, 1964, 1975, 1977, 1979, 1981, 2017) | V miejsce    |
| Wenezuela U-20 | 2023           | III miejsce (1954, 2017)                                     | Faza grupowa |

## Miasta i stadiony
Pięć stadionów w czterech miastach jest gospodarzami turnieju.
| Caracas                         | Caracas                 | CaracasCabudareValenciaPuerto la Cruz |
| ------------------------------- | ----------------------- | ------------------------------------- |
| Estadio Olímpico                | Estadio Brígido Iriarte | CaracasCabudareValenciaPuerto la Cruz |
| Pojemność: 23 940               | Pojemność: 8 000        | CaracasCabudareValenciaPuerto la Cruz |
|                                 |                         | CaracasCabudareValenciaPuerto la Cruz |
| Cabudare                        | Valencia                | CaracasCabudareValenciaPuerto la Cruz |
| Estadio Metropolitano de Lara   | Estadio Misael Delgado  | CaracasCabudareValenciaPuerto la Cruz |
| Pojemność: 40 312               | Pojemność: 10 400       | CaracasCabudareValenciaPuerto la Cruz |
|                                 |                         | CaracasCabudareValenciaPuerto la Cruz |
| Puerto la Cruz                  |                         | CaracasCabudareValenciaPuerto la Cruz |
| Estadio José Antonio Anzoátegui |                         | CaracasCabudareValenciaPuerto la Cruz |
| Pojemność: 37 485               |                         | CaracasCabudareValenciaPuerto la Cruz |
|                                 |                         | CaracasCabudareValenciaPuerto la Cruz |

## Faza grupowa
Na podstawie:
Legenda
|  | Awans do fazy pucharowej. |

Gdy dwie lub więcej drużyn zakończy fazę grupową z taką samą liczbą punktów, o kolejności w tabeli decyduje:
1. bilans bramkowy
2. liczba goli zdobytych w fazie grupowej;
3. punkty zdobyte w meczach pomiędzy danymi drużynami;
4. różnica bramek w meczach pomiędzy danymi drużynami;
5. zdobyte bramki w meczach pomiędzy danymi drużynami;
6. klasyfikacja fair play;
7. losowanie.

### Grupa A
| Lp. | Drużyna        | M | Mecze | Mecze | Mecze | Bramki | Bramki | Bramki | Pkt |
| Lp. | Drużyna        | M | W     | R     | P     | +      | −      | +/−    | Pkt |
| --- | -------------- | - | ----- | ----- | ----- | ------ | ------ | ------ | --- |
| 1.  | Urugwaj U-20   | 4 | 3     | 0     | 1     | 10     | 2      | +8     | 9   |
| 2.  | Paragwaj U-20  | 4 | 3     | 0     | 1     | 5      | 8      | −3     | 9   |
| 3.  | Chile U-20     | 4 | 2     | 0     | 2     | 7      | 7      | 0      | 6   |
| 4.  | Wenezuela U-20 | 4 | 2     | 0     | 2     | 6      | 3      | +3     | 6   |
| 5.  | Peru U-20      | 4 | 0     | 0     | 4     | 3      | 11     | −8     | 0   |

| 23 stycznia 2025 22:00 CET | Peru U-20 · Goicochea 20' | 1:2(1:1)Raport | Paragwaj U-20 · 26' (k) Kmet · 72' Fernández | Estadio Metropolitano de Lara, Cabudare Sędzia: Jhon Hinestroza |
|                            |                           |                |                                              |                                                                 |

| 24 stycznia 2025 00:30 CET | Wenezuela U-20 · Andrade 45+5' | 1:2(1:2)Raport | Chile U-20 · 34', 40' Rossel | Estadio Metropolitano de Lara, Cabudare Sędzia: Maximiliano Ramírez |
|                            |                                |                |                              |                                                                     |

| 25 stycznia 2025 22:00 CET | Chile U-20 · Ramos 16' | 1:2(1:1)Raport | Urugwaj U-20 · 8' Machado · 90+6' (sam.) Rossel | Estadio Metropolitano de Lara, Cabudare Sędzia: Paulo Cesar Zanovelli |
|                            |                        |                |                                                 |                                                                       |

| 26 stycznia 2025 00:30 CET | Peru U-20 | 0:4(0:1)Raport | Wenezuela U-20 · 13' Tamayo · 66' (sam.) Arias · 81' Rodríguez · 89' Vegas | Estadio Metropolitano de Lara, Cabudare Sędzia: Andrea Colombo |
|                            |           |                |                                                                            |                                                                |

| 27 stycznia 2025 22:00 CET | Chile U-20 · Vásquez 12' · Rossel 86', 90+3' | 3:2(1:1)Raport | Peru U-20 · 24' Soyer · 53' Goicochea | Estadio Metropolitano de Lara, Cabudare Sędzia: Jordy Alemán |
|                            |                                              |                |                                       |                                                              |

| 28 stycznia 2025 00:30 CET | Urugwaj U-20 · Severo 14' · Petit 26', 31' · Machado 62' · Crucci 67' · Barbas 75' | 6:0(3:0)Raport | Paragwaj U-20 | Estadio Metropolitano de Lara, Cabudare Sędzia: Maximiliano Ramírez |
|                            |                                                                                    |                |               |                                                                     |

| 29 stycznia 2025 22:00 CET | Urugwaj U-20 · Machado 6' · Pacífico 13' | 2:0(2:0)Raport | Peru U-20 | Estadio Metropolitano de Lara, Cabudare Sędzia: Álex Cajas |
|                            |                                          |                |           |                                                            |

| 30 stycznia 2025 00:30 CET | Paragwaj U-20 · Alfonso 42' | 1:0(1:0)Raport | Wenezuela U-20 | Estadio Metropolitano de Lara, Cabudare Sędzia: Jhon Hinestroza |
|                            |                             |                |                |                                                                 |

| 1 lutego 2025 00:30 CET | Wenezuela U-20 · Andrade 59' (k) | 1:0(1:0)Raport | Urugwaj U-20 | Estadio Metropolitano de Lara, Cabudare Sędzia: Paulo Cesar Zanovelli |
|                         |                                  |                |              |                                                                       |

| 1 lutego 2025 00:30 CET | Paragwaj U-20 · Paoli 35' · Aguayo 57' | 2:1(1:0)Raport | Chile U-20 · 69' Ramos | Estadio Misael Delgado, Valencia Sędzia: Andrea Colombo |
|                         |                                        |                |                        |                                                         |

### Grupa B
| Lp. | Drużyna        | M | Mecze | Mecze | Mecze | Bramki | Bramki | Bramki | Pkt |
| Lp. | Drużyna        | M | W     | R     | P     | +      | −      | +/−    | Pkt |
| --- | -------------- | - | ----- | ----- | ----- | ------ | ------ | ------ | --- |
| 1.  | Kolumbia U-20  | 4 | 3     | 1     | 0     | 6      | 3      | +3     | 10  |
| 2.  | Argentyna U-20 | 4 | 2     | 2     | 0     | 8      | 1      | +7     | 8   |
| 3.  | Brazylia U-20  | 4 | 2     | 0     | 2     | 5      | 10     | −5     | 6   |
| 4.  | Ekwador U-20   | 4 | 1     | 1     | 2     | 4      | 5      | −1     | 4   |
| 5.  | Boliwia U-20   | 4 | 0     | 0     | 4     | 4      | 8      | −4     | 0   |

| 24 stycznia 2025 22:00 CET | Boliwia U-20 · Rojas 25' | 1:2(1:0)Raport | Ekwador U-20 · 51' Arroyo · 54' Obando | Estadio Misael Delgado, Valencia Sędzia: Yender Herrera |
|                            |                          |                |                                        |                                                         |

| 25 stycznia 2025 00:30 CET | Brazylia U-20 | 0:6(0:3)Raport | Argentyna U-20 · 6' Subiabre · 8', 54' Echeverri · 11' (sam.) Serrote · 52' Ruberto · 78' Hidalgo | Estadio Misael Delgado, Valencia Sędzia: Derlis López |
|                            |               |                |                                                                                                   |                                                       |

| 26 stycznia 2025 22:00 CET | Boliwia U-20 · Centella 47' | 1:2(0:2)Raport | Brazylia U-20 · 14' Moscardo · 28' Bidon | Estadio Misael Delgado, Valencia Sędzia: Michael Espinoza |
|                            |                             |                |                                          |                                                           |

| 27 stycznia 2025 00:30 CET | Argentyna U-20 · Echeverri 36' | 1:1(1:1)Raport | Kolumbia U-20 · 33' Perea | Estadio Misael Delgado, Valencia Sędzia: José Cabero |
|                            |                                |                |                           |                                                      |

| 28 stycznia 2025 22:00 CET | Argentyna U-20 · Rodríguez Pagano 86' | 1:0(0:0)Raport | Boliwia U-20 | Estadio Misael Delgado, Valencia Sędzia: Yender Herrera |
|                            |                                       |                |              |                                                         |

| 29 stycznia 2025 00:30 CET | Kolumbia U-20 · Villarreal 41' | 1:0(1:0)Raport | Ekwador U-20 | Estadio Misael Delgado, Valencia Sędzia: Mathías de Armas |
|                            |                                |                |              |                                                           |

| 30 stycznia 2025 22:00 CET | Kolumbia U-20 · Villarreal 2' · González 14' · Montaño 86' | 3:2(2:0)Raport | Boliwia U-20 · 60' Rojas · 90+4' Rodríguez | Estadio Misael Delgado, Valencia Sędzia: Derlis López |
|                            |                                                            |                |                                            |                                                       |

| 31 stycznia 2025 00:30 CET | Ekwador U-20 · Obando 76' · Páez 84' (k) | 2:3(0:3)Raport | Brazylia U-20 · 25' Teodoro · 27', 45+1' Washington | Estadio Misael Delgado, Valencia Sędzia: José Cabero |
|                            |                                          |                |                                                     |                                                      |

| 1 lutego 2025 22:00 CET | Brazylia U-20 | 0:1(0:0)Raport | Kolumbia U-20 · 47' Villarreal | Estadio Misael Delgado, Valencia Sędzia: Mathías de Armas |
|                         |               |                |                                |                                                           |

| 1 lutego 2025 22:00 CET | Ekwador U-20 | 0:0(0:0)Raport | Argentyna U-20 | Estadio Metropolitano de Lara, Cabudare Sędzia: Michael Espinoza |
|                         |              |                |                |                                                                  |

## Druga faza grupowa
W drugiej fazie grupowej uczestniczy 6 zespołów, które awansują z fazy grupowej. W jednej grupie drużyny te zagrają między sobą w systemie kołowym. Zwycięzcy grupy otrzymają tytuł Mistrzów Ameryki Południowej U-20. Cztery najlepsze zespoły awansują do Mistrzostw Świata U-20 2025 w Chile (jeśli Chile zajmie miejsce zapewniające awans, awans otrzymuje również drużyna z 5. miejsca).
| Lp. | Drużyna            | M | Mecze | Mecze | Mecze | Bramki | Bramki | Bramki | Pkt |
| Lp. | Drużyna            | M | W     | R     | P     | +      | −      | +/−    | Pkt |
| --- | ------------------ | - | ----- | ----- | ----- | ------ | ------ | ------ | --- |
| 1.  | Brazylia U-20 (A)  | 5 | 4     | 1     | 0     | 9      | 2      | +7     | 13  |
| 2.  | Argentyna U-20 (A) | 5 | 3     | 1     | 1     | 10     | 8      | +2     | 10  |
| 3.  | Kolumbia U-20 (A)  | 5 | 3     | 0     | 2     | 10     | 4      | +6     | 9   |
| 4.  | Paragwaj U-20 (A)  | 5 | 3     | 0     | 2     | 7      | 10     | −3     | 9   |
| 5.  | Urugwaj U-20 (E)   | 5 | 0     | 1     | 4     | 5      | 10     | −5     | 1   |
| 6.  | Chile U-20 (E)     | 5 | 0     | 1     | 4     | 4      | 11     | −7     | 1   |

| 4 lutego 2025 21:00 CET | Chile U-20 · Rossel 61' | 1:2(0:2)Raport | Argentyna U-20 · 35' Subiabre · 42' Ruberto | Estadio Olímpico, Caracas Sędzia: Paulo Cesar Zanovelli |
|                         |                         |                |                                             |                                                         |

| 4 lutego 2025 23:30 CET | Urugwaj U-20 | 0:1(0:0)Raport | Brazylia U-20 · 74' Henrique | Estadio Brígido Iriarte, Caracas Sędzia: Andrea Colombo |
|                         |              |                |                              |                                                         |

| 5 lutego 2025 02:00 CET | Kolumbia U-20 · Barrera 14' · Villarreal 31', 51', 71' | 4:0(2:0)Raport | Paragwaj U-20 | Estadio Brígido Iriarte, Caracas Sędzia: Maximiliano Ramírez |
|                         |                                                        |                |               |                                                              |

| 7 lutego 2025 21:00 CET | Kolumbia U-20 | 0:1(0:1)Raport | Brazylia U-20 · 6' Teodoro | Estadio Olímpico, Caracas Sędzia: José Cabero |
|                         |               |                |                            |                                               |

| 7 lutego 2025 23:30 CET | Urugwaj U-20 · Lavega 60', 75' · Crucci 86' | 3:4(0:2)Raport | Argentyna U-20 · 38', 45+3' Echeverri · 52', 69' Carrizo | Estadio Brígido Iriarte, Caracas Sędzia: Michael Espinoza |
|                         |                                             |                |                                                          |                                                           |

| 8 lutego 2025 02:00 CET | Paragwaj U-20 · Alfonso 55' · Kmet 90+3' | 2:1(0:0)Raport | Chile U-20 · 83' Arce | Estadio Brígido Iriarte, Caracas Sędzia: Álex Cajas |
|                         |                                          |                |                       |                                                     |

| 10 lutego 2025 21:00 CET | Paragwaj U-20 · Aguayo 25' | 1:3(1:2)Raport | Brazylia U-20 · 15' Prado · 17' Rayan · 78' Alisson | Estadio Olímpico, Caracas Sędzia: Yender Herrera |
|                          |                            |                |                                                     |                                                  |

| 10 lutego 2025 23:30 CET | Argentyna U-20 · Subiabre 86' | 1:0(0:0)Raport | Kolumbia U-20 | Estadio Brígido Iriarte, Caracas Sędzia: Andrea Colombo |
|                          |                               |                |               |                                                         |

| 11 lutego 2025 02:00 CET | Chile U-20 · Román 65' | 1:1(0:1)Raport | Urugwaj U-20 · 45' Rodríguez | Estadio Brígido Iriarte, Caracas Sędzia: Maximiliano Ramírez |
|                          |                        |                |                              |                                                              |

| 13 lutego 2025 21:00 CET | Paragwaj U-20 · Paoli 52' | 1:0(0:0)Raport | Urugwaj U-20 | Estadio Olímpico, Caracas Sędzia: José Cabero |
|                          |                           |                |              |                                               |

| 13 lutego 2025 23:30 CET | Kolumbia U-20 · Perea 30' · Villarreal 50' · Benítez 81' | 3:1(1:1)Raport | Chile U-20 · 38' Romero | Estadio Brígido Iriarte, Caracas Sędzia: Álex Cajas |
|                          |                                                          |                |                         |                                                     |

| 13 lutego 2025 02:00 CET | Brazylia U-20 · Rayan 78' | 1:1(0:1)Raport | Argentyna U-20 · 40' (k) Echeverri | Estadio Brígido Iriarte, Caracas Sędzia: Mathías de Armas |
|                          |                           |                |                                    |                                                           |

| 16 lutego 2025 20:00 CET | Urugwaj U-20 · Severo 13' | 1:3(1:3)Raport | Kolumbia U-20 · 6' Villarreal · 15' González · 39' Sarabia | Estadio José Antonio Anzoátegui, Puerto la Cruz Sędzia: Paulo Cesar Zanovelli |
|                          |                           |                |                                                            |                                                                               |

| 16 lutego 2025 22:30 CET | Brazylia U-20 · Washington 73' · Henrique 86' · Mathias 88' | 3:0(0:0)Raport | Chile U-20 | Estadio José Antonio Anzoátegui, Puerto la Cruz Sędzia: Yender Herrera |
|                          |                                                             |                |            |                                                                        |

| 17 lutego 2025 01:30 CET | Argentyna U-20 · Carrizo 52', 66' | 2:3(0:1)Raport | Paragwaj U-20 · 30' Kmet · 47' Caballero · 82' León | Estadio José Antonio Anzoátegui, Puerto la Cruz Sędzia: Andrea Colombo |
|                          |                                   |                |                                                     |                                                                        |

## Strzelcy

### 8 goli
- Neyser Villarreal

### 6 goli
- Claudio Echeverri

### 5 goli
- Juan Francisco Rossel

### 4 goli
- Maher Carrizo

### 3 gole
- Ian Subiabre
- Deivid Washington
- Luca Kmet
- Renzo Machado

### 2 gole
47' Caballero

- Agustín Ruberto
- Jairo Rojas
- Pedro Henrique
- Rayan
- Iago Teodoro
- Emiliano Ramos
- Allen Obando
- Kener González
- Óscar Perea
- Carlos Sarabia
- Ángel Aguayo
- Octavio Alfonso
- Gadiel Paoli
- Juan Pablo Goicochea
- Esteban Crucci
- Joaquín Lavega
- Gonzalo Petit
- Alejandro Severo
- Kervin Andrade

### 1 gol
- Santiago Hidalgo
- Teo Rodríguez Pagano
- Guilmar Centella
- Mark Rodríguez
- Alisson
- Breno Bidon
- Ricardo Mathias
- Gabriel Moscardo
- Gustavo Prado
- Agustín Arce
- Iván Román
- Romero
- Ignacio Vásquez
- Keny Arroyo
- Kendry Páez
- Jordan Barrera
- Royner Benítez
- John Edwin Montaño
- Tiago Caballero
- David Fernández
- Diego León
- Bassco Soyer
- Germán Barbas
- Patricio Pacífico
- Juan Rodríguez
- Leandro Rodríguez
- Bianneider Tamayo
- Miguel Vegas

### Gole samobójcze
- Igor Serrote (dla Argentyny)
- Juan Francisco Rossel (dla Urugwaju)
- Brian Arias (dla Wenezueli)

## Klasyfikacja końcowa
| Miejsce                        | Reprezentacja  | Punkty | Bramki +/− | Bramki zdobyte |
| ------------------------------ | -------------- | ------ | ---------- | -------------- |
| Runda finałowa                 |                |        |            |                |
| złoto                          | Brazylia U-20  | 19     | +2         | 14             |
| srebro                         | Argentyna U-20 | 18     | +9         | 18             |
| brąz                           | Kolumbia U-20  | 19     | +9         | 16             |
| 4.                             | Paragwaj U-20  | 18     | -6         | 12             |
| 5.                             | Urugwaj U-20   | 10     | +3         | 15             |
| 6.                             | Chile U-20     | 7      | -7         | 11             |
| Wyeliminowane w fazie grupowej |                |        |            |                |
| 7.                             | Wenezuela U-20 | 6      | +3         | 6              |
| 8.                             | Ekwador U-20   | 4      | -1         | 4              |
| 9.                             | Boliwia U-20   | 0      | -4         | 4              |
| 10.                            | Peru U-20      | 0      | -8         | 3              |

## Drużyny zakwalifikowane do Mistrzostw Świata U-20
W turnieju Mistrzostw Świata U-20 2025 w Chile wezmą udział:
| Drużyna        | Sposób kwalifikacji | Data kwalifikacji | Ostatni występ | Najlepszy wynik                                  |
| -------------- | ------------------- | ----------------- | -------------- | ------------------------------------------------ |
| Chile U-20     | gospodarz           | 17 grudnia 2023   | 2013           | III miejsce (2007)                               |
| Brazylia U-20  | I miejsce           | 10 lutego 2025    | 2023           | Mistrzostwo (1983, 1985, 1993, 2003, 2011)       |
| Argentyna U-20 | II miejsce          | 11 lutego 2025    | 2023           | Mistrzostwo (1979, 1995, 1997, 2001, 2005, 2011) |
| Kolumbia U-20  | III miejsce         | 14 lutego 2025    | 2023           | III miejsce (2003)                               |
| Paragwaj U-20  | IV miejsce          | 14 lutego 2025    | 2013           | IV miejsce (2013)                                |